# Damen med enhörningen (vävnader)

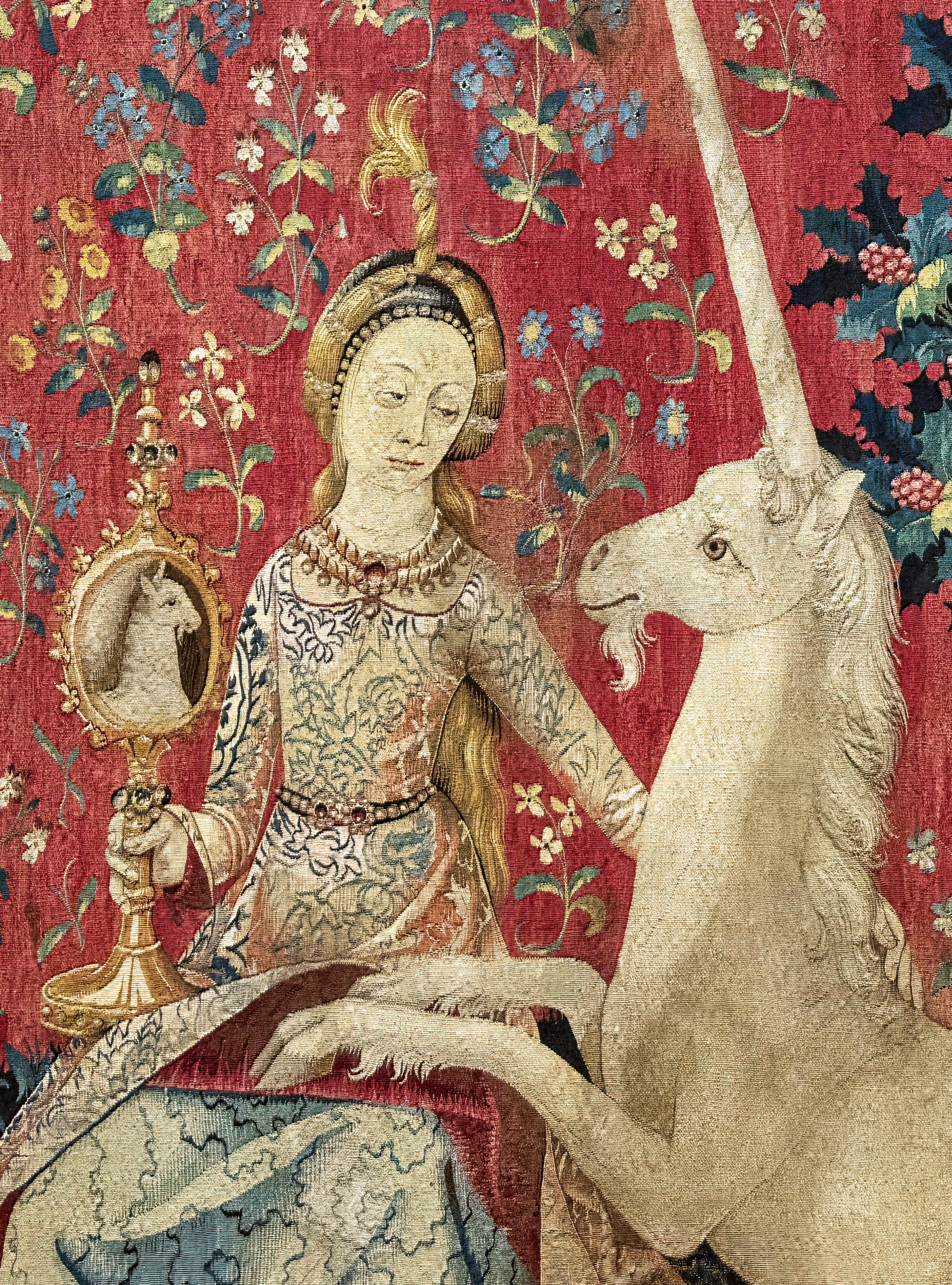
Damen med enhörningen, Synen (detalj)

Damen med enhörningen (på franska La Dame à la licorne) är en serie vävnader i stort format tillverkade i slutet av 1400-talet i norra Frankrike eller Flandern. På de sex gobelängerna syns en dam i eleganta kläder flankerad av ett lejon och en enhörning. De står på en blågrön ö, omgivna av olika mindre djur, träd och andra växter. Bakgrunden i rött är fylld av växter och djur. Vävnaderna finns sedan 1882 på Cluny-museet i Paris.

## Historik
De sex vävda tapeterna hittades 1841 på slottet Boussac i mellersta Frankrike av Prosper Mérimée, författare och riksantikvarie. Han föreslog att franska staten skulle köpa in dem, men fick föga gehör. De togs dock till Paris där de genomgick en begränsad restaurering och även visades offentligt en kortare tid. Därefter skickades de tillbaka till Boussac.
Författaren George Sand hade sett dem och blivit djupt påverkad. Hon skildrade dem i sin roman Jeanne (1844) och även i en artikel i tidskriften L’Illustration 1847, men det var inte förrän hon åter lovordade dem i sin Journal d'un voyageur pendent la guerre (1871) som hon lyckades väcka allmänhetens intresse. 1882 kom vävnaderna i statens ägo. De restaurerades grundligt och placerades på Cluny-museet i Paris.
Vävnaderna antas ha blivit tillverkade på 1490-talet på uppdrag av Jean Le Viste (ca 1432-1500) som tillhörde en inflytelserik borgarsläkt från Lyon. Släktens heraldiska vapen — i ett rött fält ett diagonalt blått band och i detta tre månskäror i silver — har framträdande placeringar på alla sex gobelängerna. En av Jean Le Vistes döttrar bodde en tid på slottet i Bousasac. Det kan vara därför som gobelängerna hamnade där. Det är okänt vem som skapade förlagorna; en teori säger att det var ”Moulinsmästaren”, en annan att det var Jean d’Ypres. Textilierna tillverkades troligen på ett väveri i norra Frankrike eller i Flandern.

## Beskrivning
Gobelängerna är vävda av ylle och siden. De är i stort format; den minsta mäter 312 x 330 cm och den största 376 x 473 cm. Motivet är likartat i de sex vävnaderna. I centrum finns en högrest dam i eleganta kläder. Hon är flankerad av ett lejon och en enhörning. På fyra av vävnaderna finns också en kammarjungfru eller tjänarinna, betydligt kortare än Damen, alltså en sorts värdeperspektiv. De står på en blågrön ö, omgivna av olika mindre djur, träd och andra växter. Bakgrunden i rött är fylld av örter och djur. Sådana här millefleur-mönster med många små blommor och växter var vanliga på gobelänger under senmedeltiden och renässansen. Blommorna och träden är ofta individuellt utformade för att efterlikna bestämda arter. Bland djuren finns olika hundraser, apor och många vilda djur och fåglar. Le Viste-släktens heraldiska vapen bärs på flaggor och baner, sköldar och mantlar.

## Tolkningar[6]
Ända sedan vävnaderna återupptäcktes på 1800-talet har de varit föremål för tolkningar. Lejon och enhörningar är båda starkt symbolladdade djur (eller fabeldjur). Även många av de andra djuren och växterna kan kopplas till olika egenskaper eller dygder. Det samma gäller artefakterna — fanor, smycken m.m. — liksom de olika gestalternas placering och vad de ägnar sig åt. Ett och samma djur kan symbolisera olika saker. Olika tolkningar är därför möjliga och kanske också eftersträvade av såväl beställare och som konstnär.

Den brittiske textilhistorikern Albert F. Kendrick föreslog 1921 att de sex gobelängerna var en allegori över människans fem sinnen samt människans fria vilja. Detta var ett populärt ämne vid tiden för vävnadernas tillkomst. Andra forskare anammade teorin som har förblivit den vanligaste. Denna tolkning utesluter inte att vävnaderna samtidigt kan ges andra innebörder eller att sviten kan tolkas på flera nivåer:

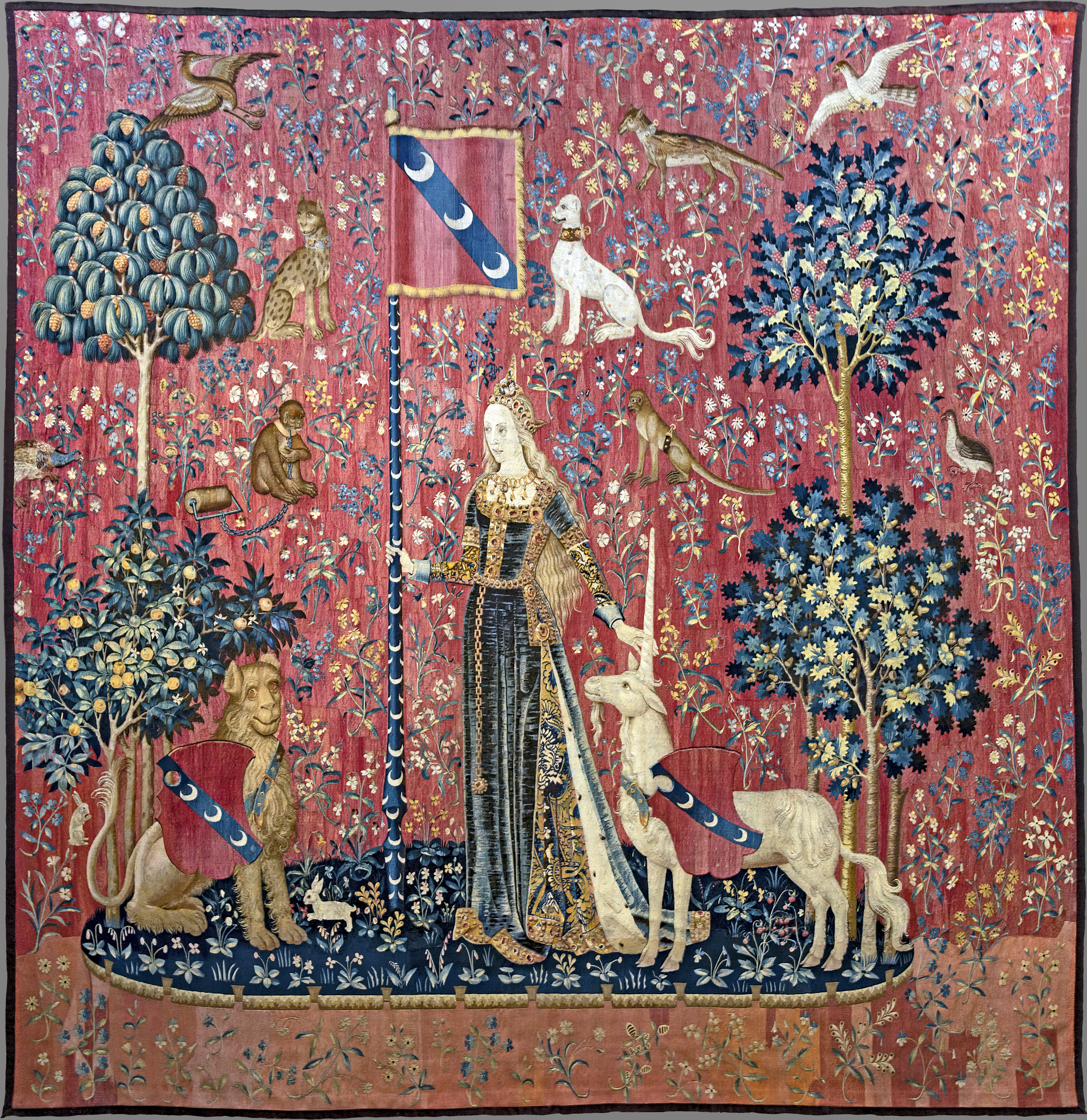
Känseln. Damen håller om enhörningens horn.
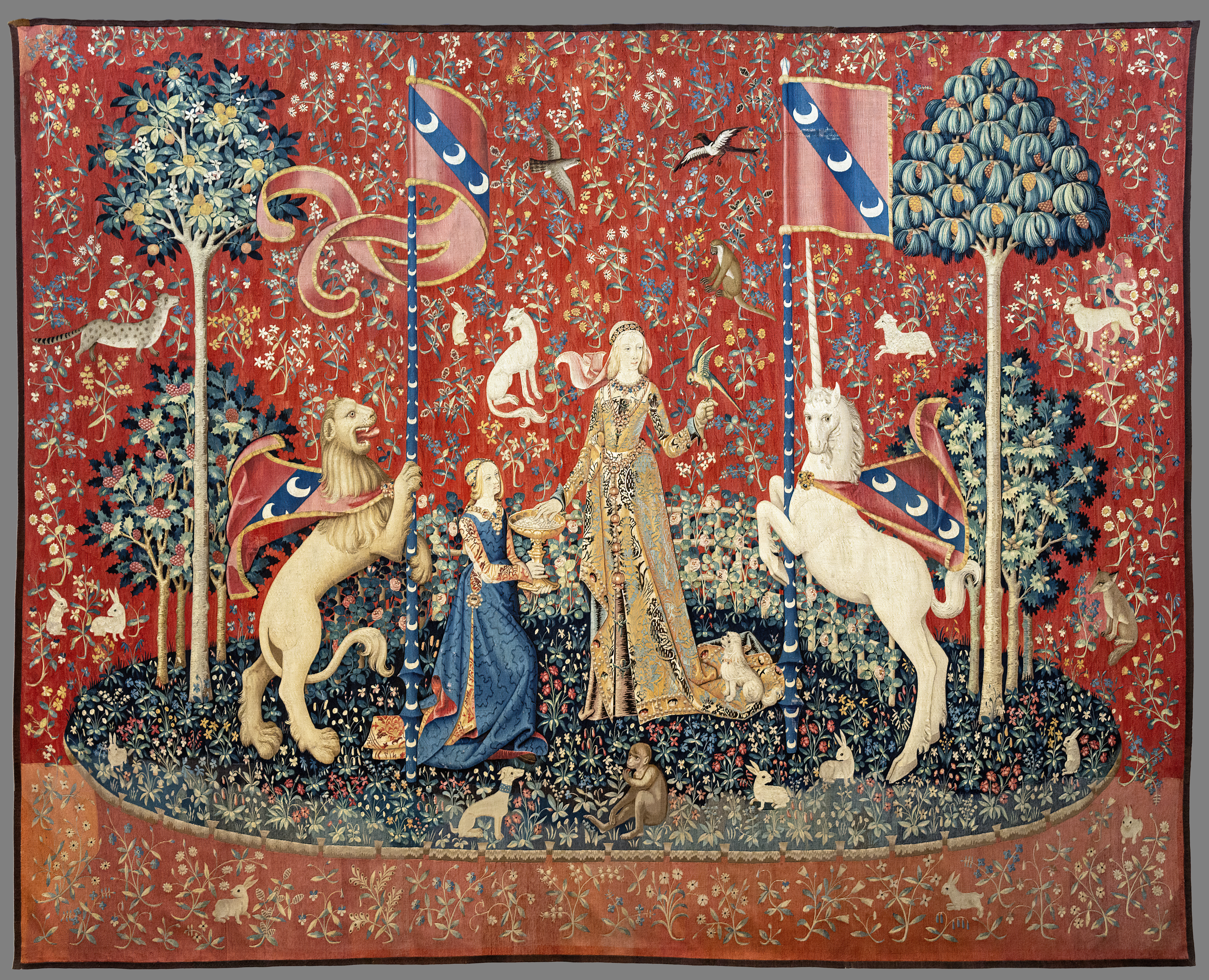
Smaken. Damen matar en papegoja samtidigt som apan stoppar in en bit mat i munnen.
Luktsinnet. En apa luktar på en blomma som han tagit ur en korg.
Hörseln. Damen spelar på en orgel.
Synen. Enhörningen betraktar sig själv i spegeln.

A mon seul désir

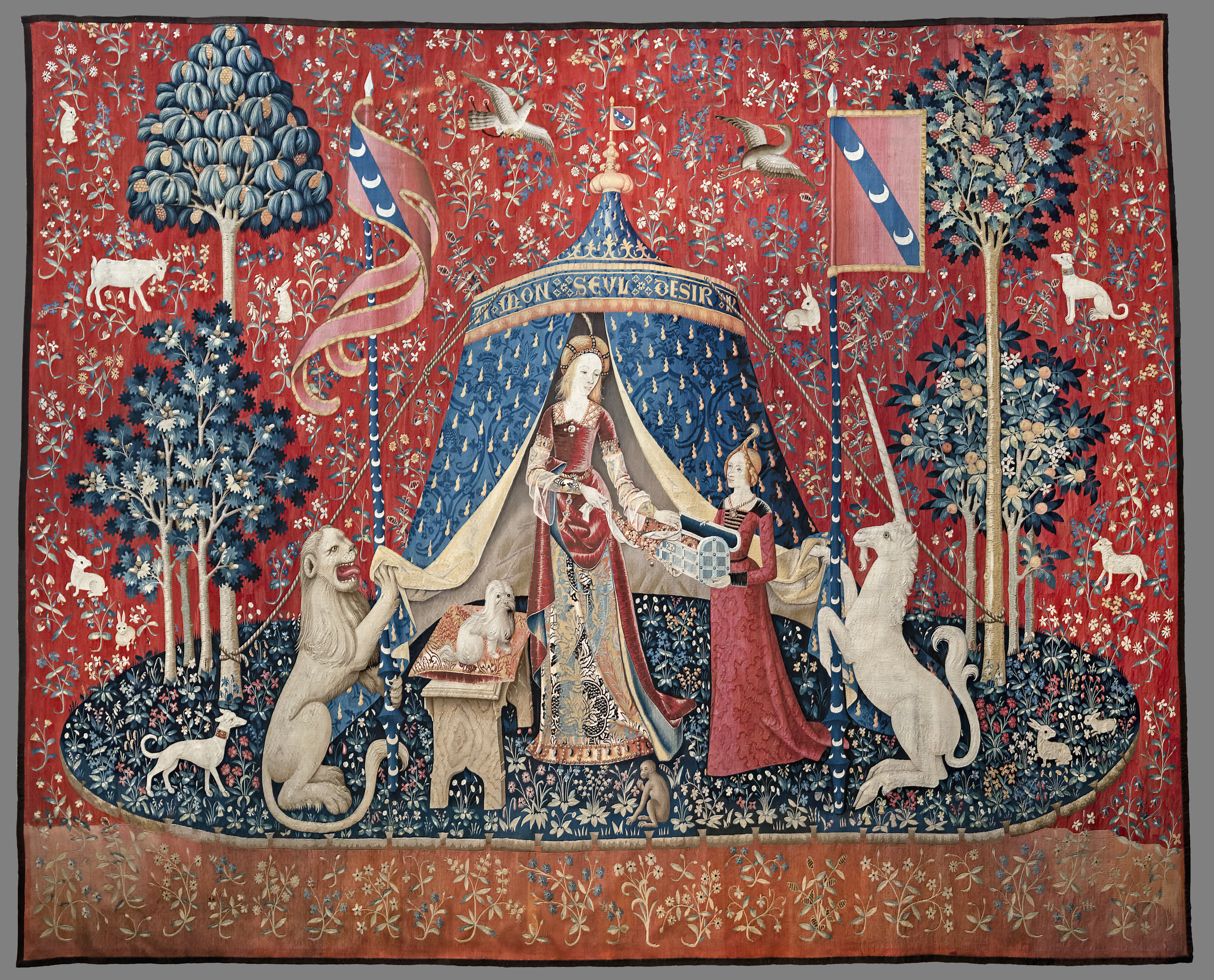

Den sjätte gobelängen, den som brukar hänföras till människans fria vilja, kallas oftast ”À mon seul désir”. Den är full av detaljer som lockat fram många tolkningsförslag.
Damen står framför ett öppet blått tält och lejonet och enhörningen håller upp var sin flik av tältduken. De håller också varsin lans försedd med flagga respektive baner. Tältet pryds överst av släkten Le Vistes heraldiska vapen. Ovanför öppningen står devisen ”A mon seul désir”. Bredvid Damen sitter en hund på en pall. På den andra sidan räcker kammarjungfrun fram ett smyckeskrin. Framför Damen sitter en apa med en matbit i handen. På den blågröna ön finns också en jakthund, två kaniner och fyra olika träd. Tältet är förankrat med rep i två av träden. I det röda bakgrundsfältet finns fler kaniner, en get, ett lamm och ytterligare en jakthund. I luften flyger en falk och en häger. Allt är översållat med blommor.
Vilken innebörd har texten ”mon seul désir”? Texten inleds med en fristående bokstav, A, och avslutas med en annan fristående bokstav, kanske ett R. Deras innebörd är oklar. Den bokstavliga betydelsen av texten är ungefär ”min enda önskan/längtan/åtrå”. Den vanligaste tolkningen i sammanhanget pekar på människans fria vilja. Hon är inte slav under sina sinnen utan kan välja att avstå från lockelserna. Denna uttydning styrks av att Damen väljer att lägga tillbaka sina smycken i skrinet. (Enligt en annan tolkning tar hon istället upp ett praktfullt halsband ur skrinet.)
Detaljer och symboler i À mon seul désir
- Enhörningen kan vara både en religiös och en profan symbol; som Kristus, som kyskhetssymbol och som älskare (hornet som fallossymbol).
- Lejonet kan stå för styrka och mod men kan också vara en Kristussymbol.
- Falken som jagar hägern har små klockor fästa i remmar vid benen. Det gör att den kan höras på avstånd och visar att det är en fågel som används av falkenerare. Falken är (bland annat) en symbol för Kristus och hägern en symbol för själen. Kristus griper alltså själen för att föra den till Gud.
- Är det blå tältet översållat med tårar eller eldslågor? Båda alternativen passar men leder till olika slutsatser.
- På ön växer fyra träd; ek (symbol för Kristi lidande), järnek (styrka), apelsin (fruktsamhet) och pinje (livsträdet). Tältet är fastbundet vid järneken och pinjen.
- Kaniner används ofta som fruktsamhetssymboler.
- Apan kan syfta på lyx och lättsinne.

## Andra tolkningar
I sin bok Die Dame mit dem Einhorn (1990) gör Gottfried Büttner en antroposofisk tolkning. Han menar att gobelängerna visar olika stadier i människosjälens utveckling.
Yuki Fukazawa tolkar in Jeanne d’Arcs liv och gärning i de sex gobelängerna.
Gabriela Reuss ser tapetsviten som ett uttryck för ambitionerna hos den uppåtsträvande borgarsläkten Le Viste. Hon tar fasta på den heraldiska symboliken som är framträdande på alla sex vävnaderna. Släktvapnet – ett rött fält med ett diagonalt blått band och i detta tre månskäror i silver – finns på sköldar, fanor, baner och mantlar.

## Tapeterna i litteratur och film
- George Sand beskriver i sin roman Jeanne (1844) slottet Boussac och särskilt gobelängerna.[10]
- Rainer Maria Rilke berördes starkt av gobelängerna i Cluny-museet. De beskrivs i hans halvt självbiografiska roman Malte Laurids Brigges anteckningar (på svenska 1948, tyskt original 1910). I hans diktsamling Sonetterna till Orfeus (på svenska 1987, tyskt original 1923) finns en sonett om Synen.[11][1]
- Även Harry Martinson och Solveig von Schoultz har skrivit dikter inspirerade av tapeterna.[1]
- Tracy Chevalier ger i sin roman Damen med enhörningen (på svenska 2004, engelskt original 2003) en fiktiv berättelse om hur vävnaderna kom till.[12]
- I filmerna om Harry Potter hänger vävnaderna i elevhemmets uppehållsrum.[13]